# Драгутин Ђорђевић (архитекта)
Драгутин Ђорђевић (Лозница, 22. август 1866 — Београд, 9. април 1933) био је српски архитекта.

### Биографија
Драгутин Ђорђевић је рођен 22. августа/3. септембра 1866. године у Лозници у чиновничкој породици. Основну школу завршио је у Крупњу, а гимназију је похађао у Ваљеву и Београду, где је матурирао. Похађао је Технички факултет Велике школе у Београду, а након добијања стипендије студије је наставио на Техничкој школи у Карлсруеу. У Карлсруеу је 1893. дипломирао архитектуру.
По повратку у Београд запослио се у министарству грађевина. Једно време због изградње касарни радио је и у министарству обране. У министарству грађевина радио је до 1905, када је постављен за ванредног професора на Универзитету у Београду. На Великој школи радио је и пре тога од 1898, као хонорарни професор. Изабран је 1910. за редовног професора. Међу његовим најзначајнијим пројектима до Првог светског рата су: Друга београдска гимназија, Трећа београдска гимназија (у коауторству са Душаном Живановићем), Касарна 7. пука, Окружни суд и Дом друштва Краљ Дечански. Друга београдска гимназија изграђена је 1905. у Македонској улици 29, а срушена је у Другом светском рату. Пројекат за зграду Српске академије наука и уметности у Кнез Михаиловој 35 урадио је 1912. заједно са Андром Стевановићем. Зграда је завршена 1924.
Заједно са Николом Несторовићем израдио је пројект према коме је саграђена Универзитетска библиотека. Дом Друштва Краљ Дечански пројектовао је око 1900. заједно са архитектом М. Рувидићем. Пројектовао је и главни хотел у Бањи Ковиљачи, а зграду бање у Бањи Ковиљачи пројектовао је заједно са Н. Стаменковићем. Поред осталог пројектовао је касарне у Ужицу, Чачку и Врању и основну школе у Алексинцу, а основну школу у Прокупљу и гимназију у Ваљеву пројектовао је заједно са Душаном Живановићем. 
Био је дописни је члан Српске краљевске академије (Академије уметности) од 16. фебруара 1920.
Умро је у Београду 9. априла 1933.